# Ковжа (Архангельская область)
Ковжа — посёлок в Коношском муниципальном районе Архангельской области. Входит в состав сельского поселения МО «Ерцевское». Название получил от реки Ковжа — которая течёт в Каргопольском и Коношском районах Архангельской области России и принадлежит бассейну реки Онега.
На рубеже XIX—XX веков Ковжа принадлежала Кирилловскому уезду Новгородской губернии.

## География
Посёлок расположен на юго-западе Коношского района, в 52 км к северо-западу от посёлка Ерцево, между посёлками Боровое (длина перегона 10,5 км) и Ширбово (длина перегона 15,5 км).

## Экономика
13 марта 1941 года был издан приказ НКВД СССР «О строительстве железнодорожной линии Коноша — Ковжа».
Железнодорожная станция Ковжа является пунктом Ерцевской железной дороги. Также здесь находилась ИТК-13 (режим – строгий, численность - 505 осужденных) которая специализировалась на заготовке и переработке древесины. Вокруг колонии был созданный жилой посёлок для военнослужащих и их семей которые занимались обеспечением необходимого для полноценного функционирования подразделений. В 1990-е годы объём вывозки леса сократился до минимума, в связи с чем колония была закрыта, а проживающее население было переведено в близ лежащие деревни. В 1998—1999 годах Ковжа вместе с Ширбово и Боровым, которые находились на «северной ветке» были окончательно выселены. Железнодорожная линия севернее станции Чужга вскоре была полностью разобрана.